# 토니 앨런 (음악가)
토니 앨런(영어: Tony Allen, 1940년 8월 12일 ~ 2020년 4월 30일)은 나이지리아의 드러머이자 작곡가이다. 나이지리아 라고스에서 태어나서 프랑스 파리에 거주했던 그의 경력 및 인생 이야기는 2013년 그의 자서전 《토니 앨런: 아프리카계의 마스터 드러머》, 이전에 펠라 쿠티의 포괄적인 전기를 썼던 작가/음악가 마이클 벨과 공동 집필했다.
1968년부터 1979년까지는 펠라 쿠티의 밴드 아프리카 '70의 드러머이자 음악 감독이었던 앨런은 아프로비트 음악의 주요한 공동 설립자 중 한 명이었다. 펠라는 한 때 "토니 앨런이 없었다면, 아프로비트란 없을 것이다."라고 말했다. 그는 또한 브라이언 이노에 의해 "아마도 지금까지 살았던 가장 위대한 드러머일 것이다"라고 묘사되었다.

## 초기 경력
독학한 음악가 앨런은 나이지리아 라디오 방송국에서 엔지니어로 일하는 동안, 18세에 드럼 키트를 연주하기 시작했다. 앨런은 그의 아버지가 들었던 음악(주주, 전통 요루바 음악)과 미국 재즈, 나이지리아와 가나에서 성장하는 하이라이프 장면의 영향을 받았다.

## 펠라 그리고 아프리카 '70
1964년, 펠라 쿠티는 앨런을 그가 만들고 있는 재즈하이라이프 밴드의 오디션에 초대했다. 토니 앨런은 아프리카 '70의 음악 감독이자 드러머였으며 펠라쿠티와 함께 '아프로비트' 음악을 창시하기도 했다. 함께 활동을 하며 저작권료 분할로 인한 갈등이 생겨 토니 앨런은 일부 멤버들과 함께 아프리카 '70을 탈퇴, 독립적으로 활동하며 추후에는 아프로펑크라는 또 다른 장르를 만들었다.

## 사망
2020년 4월 30일, 앨런은 파리의 조르주 퐁피두 유럽 병원에서 복부 대동맥류로 사망했다. 플리, 피터 가브리엘, 제프 밀스, 나이젤 고드리치, 숀 레논, 데이먼 알반을 포함한 음악가와 프로듀서들로부터 조공을 받았다.

## 같이 보기
- 페미 쿠티
- 세웅 쿠티